# ناغياغيت

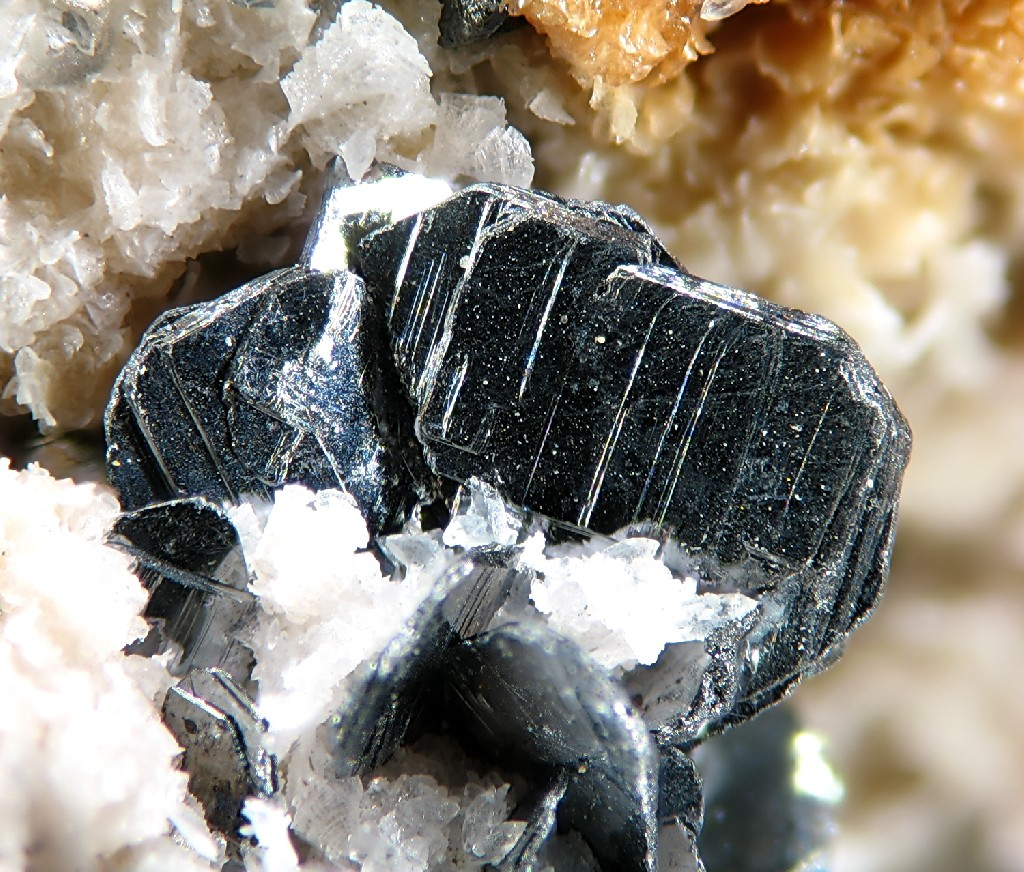
ناغياغيت

ناغياغيت (Nagyágite) هو معدن يتكون من معادن الكبريتيدات النادرة من فصيلة أملاح سلفو Sulfosalt mineral، ويتكون من عناصر الرصاص والذهب والتيلوريوم والإثمد بالإضافة إلى الكبريت، بحيث يمكن وضع الصيغة العامة للمعدن على الشكل Pb5Au(Te,Sb)4S5-8 أو AuPb(Sb,Bi)Te2-3S6 أو (Te, Au)Pb(Pb, Sb)S2
اكتشف المعدن لأول مرة سنة 1845 في منجم ناغياغ Nagyág في رومانيا وإليه ينسب اسم المعدن.
يترافق معدن ناغياغيت في الطبيعة مع العديد من المعادن الأخرى، وخاصة معادن الكبريتيدات.